# Regije Tanzanije
Tanzanija je podijeljena u 30 regija:
| - Aruša - Dar-es-Salaam - Dodoma - Geita - Iringa - Kagera - Katavi - Kigoma - Kilimandžaro - Lindi - Manyara - Mara - Mbeya - Morogoro - Mtwara | - Mwanza - Nyombe - Pemba Sjever - Pemba Jug - Pwani - Rukwa - Ruvuma - Simiju - Singida - Songwe - Šinjanga - Tabora - Tanga - Zanzibar Centar/Jug - Zanzibar Grad/Zapad - Zanzibar Sjever |